# 棕腹隼鵰
棕腹隼鵰（学名：Hieraaetus kienerii）为鹰科隼鵰属的鸟类。一般生活于山谷林地和森林覆盖的山侧以及筑巢于茂密森林中的高树上。该物种的模式产地在喜马拉雅山脉。

## 保护

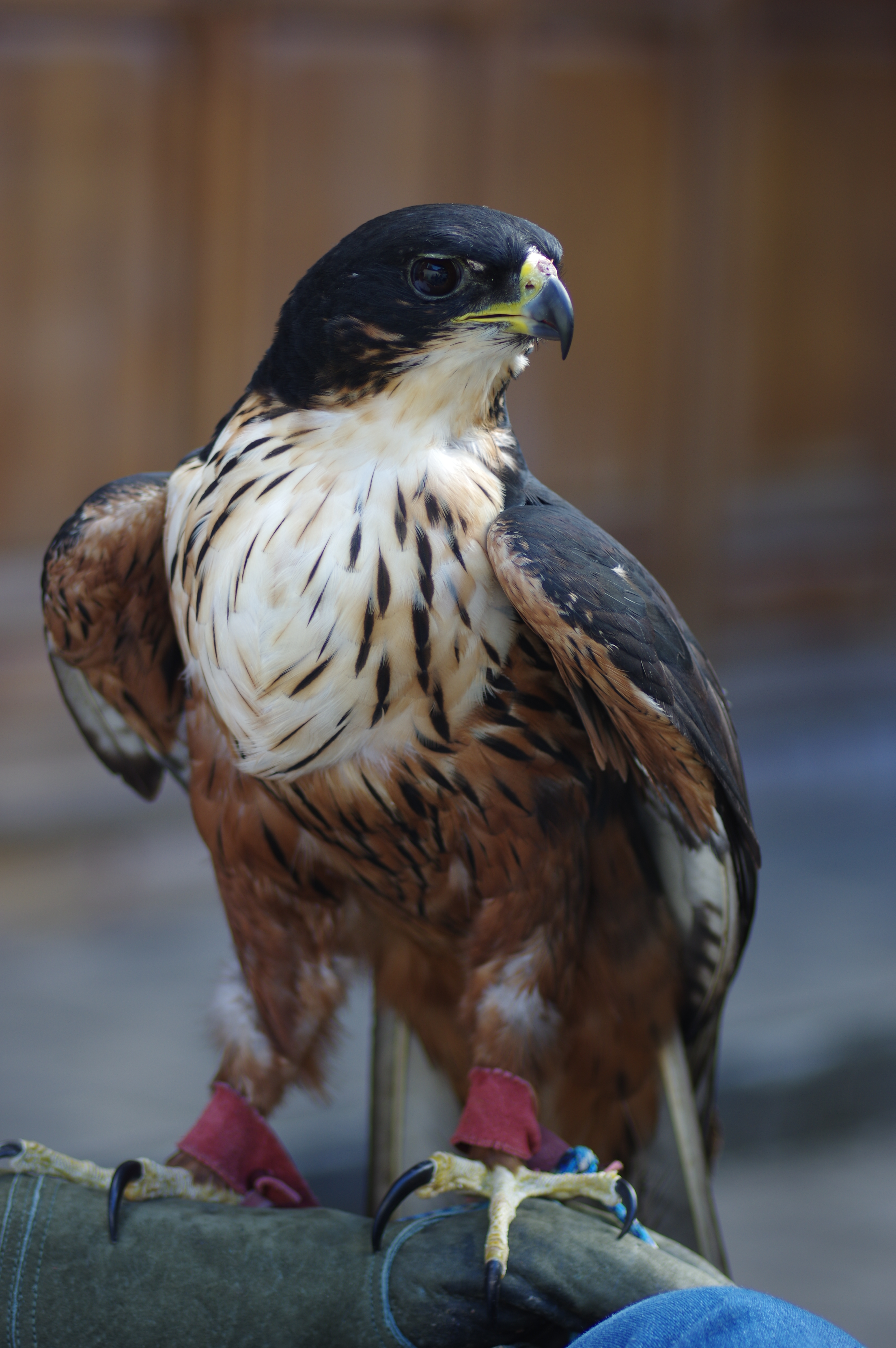

- 中国国家重点保护动物等级：二级

## 亚种

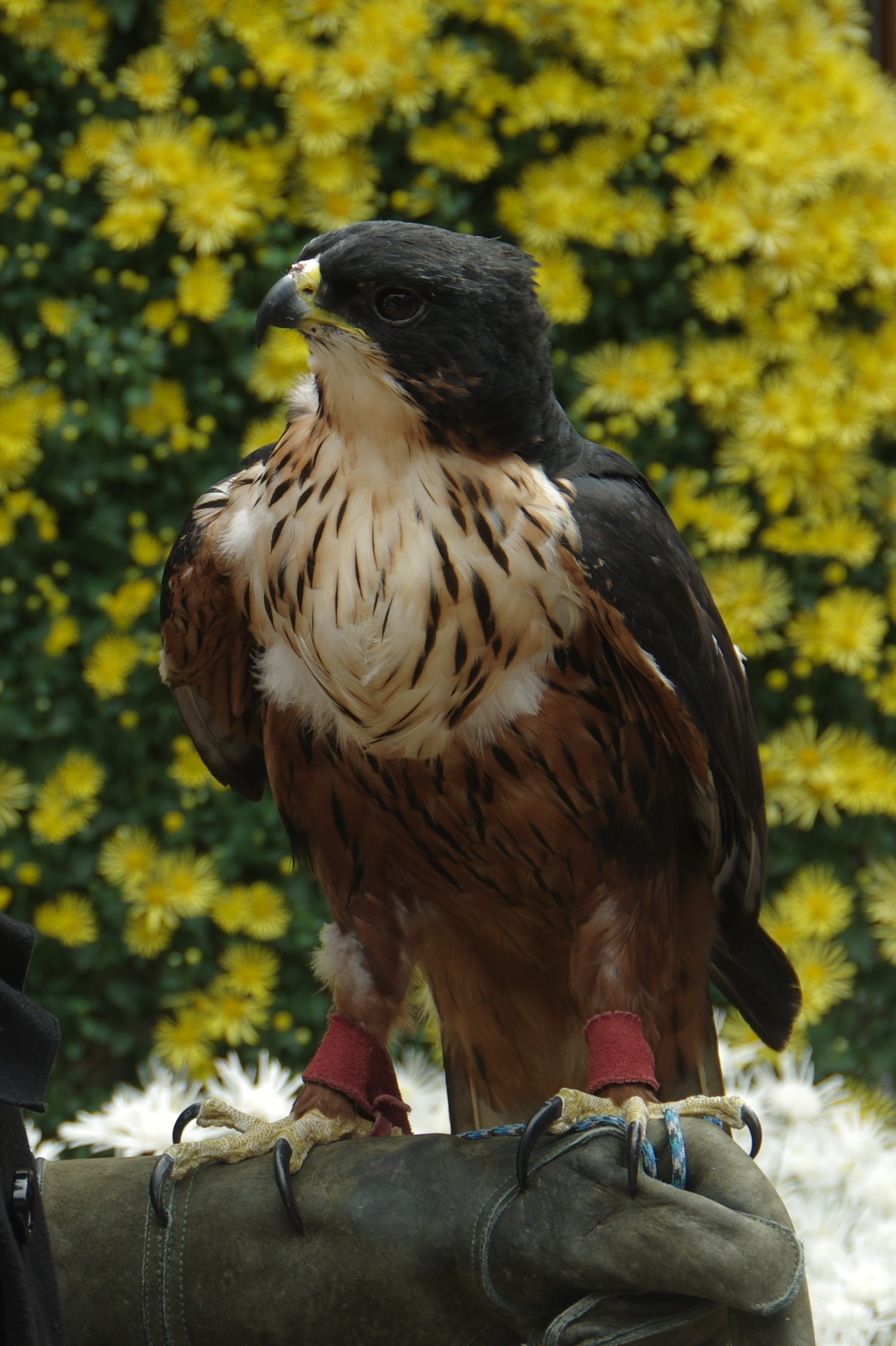

- 棕腹隼鵰台湾亚种（学名：Hieraaetus kienerii formosus）。在中国大陆，分布于海南等地。该物种的模式产地在印度尼西亚。[2]